# 11968 Demariotte
A 11968 Demariotte (ideiglenes jelöléssel 1994 PR27) a Naprendszer kisbolygóövében található aszteroida. Eric Walter Elst fedezte fel 1994. augusztus 12-én.